# 興南中學校及高等學校
興南中學校及高等學校是位於沖繩縣那霸市古島一丁目地區的私立完全中學。
學校成立於1962年，最初僅設有高等學校，開設普通科及商業科，1985年增設中學校，1993年停辦商業科。
該校棒球部在1966年即首次進入全國高等學校棒球錦標賽，1980年代及2000年代後更成為沖繩縣的常勝軍，至今已成為沖繩代表進入夏季甲子園超過十次。